# Гвоји Ромадзи
Гвоји Ромадзи (упрош: 国语罗马字; трад: 國語羅馬字; пин: Guóyǔ Luómǎzì; досл. 'Национална латинизација'), скраћено ГР, је систем за писање мандаринског језика у латиници. Систем је смислио Јуенжен Џао и развијен са групом лингвиста укључујући Џаоа и Лин Јутанга од 1925. до 1926. године. Џао је сам касније објавио утицајне радове о лингвистици користећи Гвоји Ромадзи. Осим тога мали број других уџбеника и речника у Гвоји Ромадзиху су објављени у Хонгконгу и иностранству од 1942. до 2000.
Гвоји Ромадзи је познатији од два система правописне латинизације који означавају четири тонова мандаринског путем различитих реда слова у слогу („тонски правопис“). Ови тонови су основни дио кинеског језика: за говорника кинеског језика они су важни део система речи, исто као што су самогласници на нашем језику. Тонови у кинеском језику омогућавају говорницима да разликују између иначе идентичних слогова–другим речима они су фонемски. Други системи латинизације означавају тонове са дијакритикама (нпр. пинјин: āi, ái, ǎi и ài) или бројевима (Вејд-Џајлс: ai1, ai2, итд.) Гвоји Ромадзи наводи иста четири тона као ai, air, ae и ay. Овај правопис у речи, који прати специфична правила, означавају тонове док задржавају изговор слога ai. Зато што утврђава тон сваког слога по избору слова Гвоји Ромадзи може помоћи студентима да науче кинеске тонове–иако неки академици оспоравају ову тврдњу.
Кина је 1928. године усвојила Гвоји Ромадзи као службену латинизацију. Гвоји Ромадзи је био кориштен да назначи изговор у речницима националног (мандаринског) језика. Заговорници су се надали да ће се једног дана успоставити као систем за писање реформисаног кинеског писма. Али упркос подршци малог броја тренираних лингвиста у Кини и иностранству, ГР се сусрео са јавном равнодушности, па чак и непријатељством због своје сложености. Још једна препрека спречавањем својег распрострањеног усвајања била је чињеница да се превише ослања на основу пекиншког дијалекта, у периоду којим је недостајала снажна централизована власт да спроводи његову употребу. На крају Гвоји Ромадзи је изгубио тло према пинјину и других каснијих система латинизације. Међутим, његов утицај је још увек очевидан, јер неколико принципа уведена од својих створитеља су били кориштени у латинизацијама који су да га следили. Редослед тонског правописа остаје у стандардном правопису имена кинеске покрајине Шенси Shaanxi (пин: shǎnxī), који се не може разликовати од Шанси Shanxi (пин: shānxī) када је писано у пинјину без дијакритика.

## Историја
Тонски правопис по реду слова, Гвоји Ромадзиова најуочљива особина, је била упрво предложена Јуенжен Џаоу од стране Лин Јутанг. До 1922. Џао је већ успоставио главна начела Гвоји Ромадзиу. Детаљи система су развијени у 1925—1926, од стране групе пет лингвиста, предвођени за Џаом укључујући и Лин, под покровитељством Припремне комисије за уједињење Националног језика. 1928. године Гвоји Ромадзи је званично усвојен од стране владе. Гвоји Ромадзи је намењен да постоји уз Џујин фонетске симболе, отуда постоји алтернативно име за Гвоји Ромадзиа: „Други узорак националне абецеде.“ Оба система су била кориштена за означавање ревидираног стандардног изговора у ново службено издање: Вокабулар национални изговора за свакодневну употребу из 1932. Дизајнери Гвоји Ромадзиа су имали веће амбиције: њихов циљ је био потпуна реформа писма, користећи Гвоји Ромадзиа као практичан систем писања.
Током 1930-их година два кратка покушаја су била спровођена да се научи ГР жељезничким радницима и сељацима у покрајинима Хенан и Шандонг. Подршка за ГР, ограничена на мали број тренираних лингвиста и синологиста: „је бика одликована више за свој квалитет него количину.“ У овом периоду ГР се суочавао са све више непријатељства због своје сложености и тонски правопис по реду слова. Исто тако, синолог Бернхард Карлгрен је критиковао ГР за недостатак фонетске тегобе. На крају, као што је супарнички (без-тонски) систем Латинхуа Синвендз, ГР није успео добити распрострањену подршку, првенствено због тога што „национални“ језик је био превише уско темељен на пекиншки дијалект: „једна довољно прецизна и јака језичка норма још није постала стварност у Кини.“
Једно преостало кориштење ГРа Систем латинизације се променио од стране владе Народне Републике Кине у 1958. на тренутни систем кориштен у земљи, и другим страним и међународним институцијама, као што су Уједињене нације, Конгресна библиотека, Међународна организација за стандардизацију, те се нашироко користи за учење мандаринског кинеског језика за стране студенте: ханју пинјин. У међувремену, у Републици Кини (Тајвану), ГР је преживео до 1970-их као помоћ за изговор у једнојезичним речницима. али се званично замијенио у 1986. за модификован облик познат као Мандарински фонетски симболи 2.

## Опис
Напомена: У овом одељку реч „тон“ је скраћен као „Т“: тако Т1 значи тон 1 (први тон), итд. За помоћи читаоцима непознати са Гвоји Ромадзиом, пинјински еквиваленти су додати у заградама.

### Основни облици (Тон 1)
Важан иновација ГРа, касније усвојена од стране пинјина, је да користити различита безвучна/звучна парова сугласника латинице за заступање аспиратне и неаспиратне звуке у кинеском. На примјер b и p представљају  и  (p и p‘ у Вејду). Потенцијална збуњујућа функција ГРа је j, ch, и sh да представљају две различите серије звука. Када су праћени са i та слова одговарају на алвеоло-палаталне звуке (пинјиново: j, q, и x); иначе они одговарају на ретрофлексне звуке (пинјиново: zh, ch, и sh). Читаоци упознати са пинјином морају платити посебну пажњу на овај правопис: на пример, Гвоји Ромадзиово ju, jiu, и jiou одговарају на пинјиново zhu, ju, и jiu тим редом.
Правопис Гвоји Ромадзиа има ове додатне особине:
- iu представља затворени предњи лабијализован сугласник  писан ü или у многим случајевима једноставно u у пинјину.
- Задњи -y представља алофоне i (: [],  и ): Гвоји Ромадзиово shy и sy подударају се са пинјиновим shi и si тим редом.
- el подудара се са пинјиновим er (-r одвојава се да назначи тон 2). Најважнија употреба -(e)l је за ротички суфикс, као у ideal = i dean + -(e)l, „мало“ (yìdiǎnr).
- Број врло честих морфема имају скраћеницу у ГРу. Најчешћи су: -g (-ge), -j (-zhe), -m (-me), sh (shi) и -tz (-zi).[22]

### Тонске модификације
По подразумеваним вредностима, основни ГР правопис горе описан се користи за тон 1 слогове. Основни облик је тада модификован да покаже тонове 2, 3 и 4. То је извршено на један од три начина:
- Или самогласник се промени на неки други самогласник који има сличан звук (i на y, на пример, или u на w)
- Или слово је удвостручен
- Или тихо слово (r или h) се додаје након самогласника.

Кад год је то могуће сажет први начин се користити. Следећа правила палца покрива већину случајева.
Тон 1 (основни облик)
shiue, chuan, chang, hai, bau (xuē, chuān, chāng, hāi, bāo)
Тон 2: i/u → y/w; или додај -r
shyue, chwan, charng, hair, baur (xué, chuán, cháng, hái, báo)
Тон 3: i/u → e/o; или дупли самогласници
' (xuě, chuǎn, chǎng, hǎi, bǎo)
Тон 4: промени/удвостручи задње слово; или додај -h
 (xuè, chuàn, chàng, hài, bào)
Неутрални тон: почни са тачком
 (péngyou, dìfang).
Изузетак Слогови са почетним сонантом (l-/m-/n-/r-) употребљавају основни облик за Т2 уместо Т1. У овим слоговима (ретки) Т1 је обележен са -h- за друго слово. На пример mha је Т1 (mā), док ma је Т2 (má). Т3 и Т4 су регуларни: maa (mǎ) и mah (mà).

## Сложене речи
Важан принцип Гвоји Ромадзиа је да слогови који стварају реч требају бити написани заједно. Ови изгледа према говорницима европских језика као очито, али у кинеском појам „реч“ није лако установљен. Основна јединица говора, популарно се мисли да је то један слог заступљен са знаком (字 tzyh, zì), који у већини случајева представља значајан слог или морфем, мања јединица од „лингвистичке речи“. Знакови су писани и штампани без размака између речи, али у пракси већина кинеских речи се састојати од двосложних једињења, и била је Џаова храбра иновација у 1922. да прикаже то у ГР правопису да групише одговарајуће слогове заједно у речи. То је представљао радикални одступ од писања спојница у Вејд-Џајлсу као што је Kuo2-yü3 Lo2-ma3-tzŭ4 („Гвоји Ромадзи“ у Бејд-Џајлсу). Овај принцип приказан доле је био касније усвојен у пинјину.

## Пример
Ово је извод из Ј. Р. Џаовог говореног кинеског. Тема је научно-стручна ("Шта је синологија?"), али изглед колоквијалан. Тонске белешке су истакнути користећи исту шему боја како што је горе. Верзије у кинеским знаковима, пинјину и нашем језику су дане испод Гвоји Ромадзиовим текстовима.
Гвоји Ромадзиови тон
Тон 1 (прост облик: небележен) Тон 2 Тон 3 Тон 4
Упрошћено кинеско писмо:
汉学的名称对中国有一点不尊敬的意味。我们听说有印度学、埃及学、汉学，而没有听说有希腊学、罗马学，更没有听说有英国学、美国学。汉学这个名称完全表示欧美学者对那些已经沉沦的古老国家的文化的一种轻看的态度。
Традиционално кинеско писмо:
漢學的名稱對中國有一點不尊敬的意味。我們聽說有印度學、埃及學、漢學，而沒有聽說有希臘學、羅馬學，更沒有聽說有英國學、美國學。漢學這個名稱完全表示歐美學者對那些已經沉淪的古老國家的文化的一種輕看的態度。
Пинјин:
"Hànxué" de míngchēng duì Zhōngguó yǒu yìdiǎn bùzūnjìng de yìwèi. Wǒmen tīngshuō yǒu "Yìndùxué," "Āijíxué," "Hànxué," ér méiyǒu tīngshuō yǒu "Xīlàxué," "Luómǎxué," gèng méiyǒu tīngshuō yǒu "Yīngguóxué," "Měiguóxué." "Hànxué" zhèige míngchēng wánquán biǎoshì Ōu-Měi xuézhě duì nàxiē yǐjing chénlún de gǔlǎo-guójiā de wénhuà de yìzhǒng qīngkàn de tàidù.
Превод:
Израз „синологија“ носи лаган тон непоштовања према Кини. Један чује „индологоју“, „египтологију“ и „синологију“, али никада „грчкологију“ или „римологију“–а камоли „англологију“ или „америкологију.“ Израз „синологија“ сажева покровитељски однос европских и америчких научника према културама пропалим древним империјима.

## Издања књига
Јуенжен Џао је користио Гвоји Ромадзи у четири утицајна дела:
- Сажет речник говорног кинеског језика (у сарадњи са Лиен Шенг Јангом) (1947)
- Мандарински буквар (1948): Овај курс је оригинално кориштен у Специјализованом програму обуке војске у Харвард универзитетовој школи за прекоморске управе у 1943—1944. а касније и у цивилним курсевима.[27]
- Граматика говорног кинеског језика
- Читање у уобичајеном кинеском језику  за разлику од матерног кинеског језика (bairhuah, пин: báihuà) стил често читан од стране студената.

Читање у уобичајеном кинеском језику је написано „да би напредном студент говорног кинеског имао ствар за читање која се заправо може користити у свом говору.“ Састоји се од три свеске кинеског текста са Гвоји Ромадзиовом латинизацијом. Оне садрже неке уживо снимљених дијалога: „Фрагменти аутобиографије,“ две драме и превод Луис Керолове „Алиса с оне стране огледала (Tzoou daw Jinqtz lii)“.
Волтер Сајмон 1942. упознао је синологе који говоре енглески језик са Гвоји Ромадзиом у посебној брошури, Нова службена кинеска латиница. Преко остатка 1940-их годинама он је објавио низ уџбеника и часописа, као и кинеско-енглески речник, све користећи ГР. Његов син Хари Сајмон је касније користио ГР на књижевним радовима о кинеској лингвистици.
Ј. Лиу 1960. године, колега Волтер Сајмоа у Школи оријенталне и афричке студије, објавио је Педесет кинеских прича. Ови избори из класичних текстова су представили у оба класичном и савременом кинеском језику, заједно са ГР латинизацијама и романизоване јапанска верзије припремљени од стране Сајмона (у то време професор кинеског у Универзитету Лондона).
Лин Јутангов кинеско-енглески речник (1972) укључује низ иновативних карактеристика, од којих једна је поједностављена верзија Гвоји Ромадзиа. Лин је елиминисао највећи део правописних правила о замјењивања самогласника, као што се може видети из његовог писања , у које обично -r је употребљено за Т2 и удвостручени самогласник за Т3.

## Учење језика
Већина ученика кинеског сада почињу са ханју пинјином, коју је лакше научити него ГР. Али ГР има своје предности. Према Јуенжен Џаоу:
| „ | [ГР] прави правопис речи више компликованим, али даје индивидуалност на лицу речи, са којим се може повезати значење … Као инструмент наставе, тонски правопис речи се показао у пракси да је најмоћнији помоћ у омогућавању ученика да схватити материјал са прецизношћу и јасноћу. | ” |

На пример, можда може бити лакше запамтити разлику између ГР-овог Beeijing (град) и beyjiing („позадина“) од пинјинских верзија Běijīng и bèijǐng где се тонови чине да су готово накнадни мисао.
Нису сви учитељи уверени у супериорност ГР-a као средство да се ученици обуче исправан тонове речи. Једна студија спроведена у Универзитету Орегон 1991-1993 упоредила је резултат кориштења пинјина и ГРа у поучавању основног кинеског двојим групама подудараним ученицима. Закључак је био да „ГР није довело до знатно веће тачности у тонском изговору.“
Гвоји Ромадзи се још наставља да се користи од стране неких професора кинеског. 2000. године Принцетонска серија кинеских почетних уџбеника објављено је у обим верзијама ГРа и пинјина.